# Psiloderces vulgaris
Psiloderces vulgaris är en spindelart som beskrevs av Christa L. Deeleman-Reinhold 1995. Psiloderces vulgaris ingår i släktet Psiloderces och familjen Ochyroceratidae.
Artens utbredningsområde är Thailand. Inga underarter finns listade i Catalogue of Life.